# Martin Zongo
Martin Zongo (né en 1957 à Gouim dans la province du Boulkiemdé au Burkina Faso) est un homme de culture burkinabè, professeur de français, administrateur culturel et membre du conseil économique et social du Burkina Faso. Il est l'administrateur du Carrefour international de théâtre de Ouagadougou (CITO).

## Biographie

### Parcours académique
Après l'école primaire à Imasgo, à Réo et à Temnaoré, puis à Koudougou, de 1963 à 1969, Martin Zongo intègre le juvénat de Saaba. Il y restera jusqu'en 1972. Il obtient son brevet d'étude du premier cycle en 1974 au Collège de la Salle à Ouagadougou puis le baccalauréat à Bobo-Dioulasso au lycée Ouezzin Coulibaly. Martin Zongo est titulaire d'une maîtrise en lettres modernes, obtenue à l'Université de Ouagadougou en 1982.

### Carrière
Martin Zongo est directeur des études au Collège privé Louis Pasteur, puis professeur de français au Lycée de Pô, de 1982 à 1984. Ensuite, les deux années suivantes, pendant la révolution du Président Thomas Sankara, il est Haut commissaire de la province du Nahouri puis de la province du Boulgou. En 1987, il est nommé secrétaire général de la Commission nationale pour l'UNESCO au Burkina Faso, poste qu'il occupe jusqu'en 1991.
En 1994, il devient l'administrateur du Théâtre de la Fraternité fondé par le professeur Jean Pierre Guingané. C'est durant cette période qu'il est secrétaire général du Festival international de théâtre et de marionnette de Ouagadougou.
Depuis 2002, il est l'administrateur du Carrefour international de théâtre  de Ouagadougou.

## Prix
- 1983 : 3e Prix Théâtre au Grand Prix national de la littérature